# 陈光军
陈光军（1966年3月—），湖北枣阳人，中国人民解放军中将。
1984年9月考入第二炮兵工程学院，1988年考入西北工业大学攻读硕士研究生。历任学员、助教、参谋、研究生处处长。2001年在西北工业大学攻读博士。有30余篇论文在全国、全军获奖，4次荣立三等功。2005年5月，任第二炮兵某导弹旅旅长，成为第二炮兵首位博士旅长。2009年，陈光军出任第二炮兵司令部某二级部长。2014年任第二炮兵工程大学训练部部长。2015年11月任军委联合参谋部情报局局长。2017年任军委联合参谋部参谋长助理。2018年5月兼任国家反恐怖工作领导小组副组长。2021年3月任火箭军副司令员。
2021年3月晋升中将军衔。